# Chenega (Alasca)
Chenega é uma Região censo-designada localizada no estado americano de Alasca, no Distrito de Valdez-Cordova.

## Demografia
Segundo o censo americano de 2000, a sua população era de 86 habitantes.

## Geografia
De acordo com o United States Census Bureau, a localidade tem uma área de 75,5 km², dos quais 74,6 km² cobertos por terra e 0,9 km² cobertos por água.

## Localidades na vizinhança
O diagrama seguinte representa as localidades num raio de 80 km ao redor de Chenega.